# ظهیرالدین علی فمی تفرشی
ظهیرالدین علی فمی تفرشی ملقب به ظهیرا (ولادت در۹۶۶ خورشیدی در تفرش - وفات در سال ۱۰۴۰خورشیدی گرجستان) وی ازشاگردان مقدس اردبیلی بوده، از اکابر علمای شیعه امامیه و فقهای به نام آن روزگار بود.

## زندگی‌نامه
ظهیرا در سال ۹۶۶ خورشیدی در تفرش متولد شد پدر او ملامراد تفرشی از علمای مشهور و فضلای عصر خویش و شاگرد شیخ بهایی بود. ظهیرالدین علی خود از فضلا وعلما وصاحب گفتار بوده که اشعاری بلند وزیبا سروده است ظهیرا از نویسندگان و دانشمندان عهد صفویه است که پس از تحصیل علم و ادب از زادگاه خود به گرجستان مهاجرت کرد و در آنجا علاوه بر شاعری، سمت پیش‌نمازی نیز داشت. حزین لاهیجی (تو ۱۱۰۳ ق) گوید که از مجلس ظهیر تفرشی با پدر خود ابوطالب استفاده برده است. وی همچنین درعلوم حساب و هندسه و هیئت بین علمای زمان خود مشهور بوده‌است.

## وفات
ظهیرا بنابر قابلیت‌هایش امامت جمعه ولایت گرجستان به وی تفویض می‌شود و به آنجا مهاجرت می‌کند و در همان‌جا اقامت می‌گزیند و در سال ۱۰۴۰خورشیدی وفات یافته و در همان دیاردفن می‌شود.

## تالیفات
ظهیرالدین نویسنده‌ای نسبتاً پرکار بوده که از او آثاری به فارسی و عربی بر جای مانده است. از دیگر کسانی که به شرح حال او پرداخته‌اند، حزین لاهیجی (۱۱۸۰–۱۱۰۳) است که خود را از شاگردان ظهیرا می‌داند. از میان آثار عربی او می‌توان به حاشیه‌ای بر حاشیهٔ شیخ بهایی بر تفسیر انوار التنزیل قاضی بیضاوی و تلخیص المباحثات اشاره کرد.
اما از آثار فارسی وی غیر از رساله رد بر نصاری که تحریر عربی نیز دارد، رسال کم حجمی به نام مطالع و مغارب است و در آن مؤلف دربارهٔ طلوع و غروب و میزان شب و روز و مسائل نجومی در جواب سؤال‌کننده نوشته است. از آثار وی: فرهنگ نایاب، شرح شبنم شاداب، نثر شبنم شاداب. اثبات الواجب، جنگ ظهیرا تفرشی، دیباچه بیاض چمن سحر، و منشآت نیز از آثار وی محسوب می‌شود.
ظهیرا در کتاب «الانوارالنعمانیه» شرحی از روابط با استادش مقدس اردبیلی نگاشته شده‌است. او همچنین در کتاب «نصرة الحق»، که کتابی است از دورهٔ صفوی در رد کتاب «انتخاب دین الهی» تألیف پادری گبرائیل فرنجی، نوشته و گودرز رشتیانی آن را پژوهش و بازنویسی نموده.
«شبنم شاداب» نام کتاب شعر وی می‌باشد که در شبه قاره هند مشهور است این ابیات از ظهیرا از کتاب شبنم شاداب می‌باشد:
| دل‌افسرده ما را به نگاهی دریاب |  | تا کی از خرمنم ای برق شتابان گذری؟ |

| درنردطریق دین منم دربدری |  | در ششدر حیرانم از این بیخبری |

| نقشی که دوشش نشسه ازمن اینست |  | کزجان ودلم شیعه اثنی عشری |

## نصرة الحق ظهیرا
طی برقراری اولین ارتباطات مسیحیان با ایران، وضعیت فعالیت‌های تبلیغی مسیحی در دوره‌های مختلف تاریخ ایران از جمله دوره صفوی، به حدی است که بی هیچ گمان هدف اصلی مبلغان مسیحی در ایران، تشویق کردن مسلمانان به پذیرفتن کیش مسیحی است و یکی از عوامل مؤثری که آنان را به مسافرت در مشرق زمین شوقمند نموده آن است که ارزش و عظمت فرقه خود را به مشرق زمینیان بنمایند. مبلغان مسیحی برای اینکه در میان جوامع مسلمانان راه یابند و پذیرفته شوند به خاطر خشنودی خدا و جلب نظر مردم به درمان کردن بیماران و تیمار داشتن محرومان می‌پردازند. با لباس ساده مخصوص خود سفر و آمد و شد می‌کنند؛ همانند درویشان وارسته و خداجوی، فارغ از بد و خوب خوراک و پوشاک به یاری مستمندان و دردمندان می‌کوشند، و با این زندگی ساده محبوب مردمان می‌شوند. که عالم فقیه ظهیرا را مجاب به مناظره و نوشتن کتاب برای نجات مردم از دست تبلیغات راهبان مسیحی می‌کند.
نصرة الحق در پنج بخش تدوین شده‌است:
- بخش اول دیباچه‌ای است که با تحمیدیه آغاز می‌شود و نویسنده ضمن معرفی خود به حضورش در گرجستان برای «تعالیم معالم دین و رتق و فتق مهمات دولت» پرداخته که حکایت از منصب دینی او در زمان شاه عباس دوم داشته‌است.
- بخش دوم در قالب سه مجلس مناظره، شرح مفصلی از مناظرات نویسنده با مسیحیان ارائه شده‌است.

بخش سوم را تفرشی سه مقدمه نامیده که شامل سه مقدمه است:
1. در تقریر اعتقادات نصاری با اشاره اجمالیه به آنچه ایشان آن را دلیل معتقدات خود ساخته‌اند.
2. در بیان آنچه ناظران را بصیرت می‌افزاید.
3. در تمهید معارضه نمودن ادله نقلیه ایشان به آنچه در اناجیل اربع و در کتاب مزامیر منسوب به داود علی نبینا و یافت می‌شود از اطلاق لفظ اب بر الله تعالی شأنه نسبت به غیر مسیح و همچنین از اطلاق لفظ ابن الله بر غیر مسیح.

- بخش چهارم دارای دو مقاله است:

1. مقاله اول: تمرکز بر مسئله تثلیث
2. مقاله دوم: مناظره‌ای در باب مقام ثانی اعنی اتحاد ابن ازلی با انسان مولود از مریم و الهیت مسیح.

- بخش پنجم: شرح نسبتاً مفصلی از چگونگی و تاریخچه پیدایش اناجیل اربعه.[۸][۹]